# 劇団天PASSION
劇団天PASSION（げきだんてんぱっしょん）は、日本の演劇グループ。 2019年11月に始動し、東京を中心に活動している。 

## 概要
城戸裕次、青木健、砂押正輝、青地洋、真嶋真紀人による5人組の演劇グループ。2020年5月に旗揚げ公演を予定していたが、新型コロナウイルスの影響により現在延期中。
「メディアを駆使した演劇表現」にこだわり、現在はTwitter・Instagramの他YouTube LIVEやTikTokでオリジナル連続ショートドラマ投稿をしている。

## 劇団員
城戸裕次（きど ゆうじ、1978年2月18日 - ）（主宰）
青木健（あおき けん、1984年9月20日 - ）
砂押正輝（すなおし まさき、1984年4月8日 - ）
主な出演作品
- サルメカンパニー第6回公演『永遠チェリーボーイ』（2021年）
- BOW 第7回公演『石川五右衛門』（2021年） - 秀長 役
- BOW 第6回公演『SABU』（2021年）  - さぶ 役
- BOW 第5回公演『火男の火』（2019年）

青地洋（あおち よう、1985年9月9日 - ）
主な出演作品
- 舞台・ナポリの男たち（2021年） - イケちゃん 役
- マイナビ転職チャンネル　YouTube（2021年）
- アイ★チュウ ザ・ステージ（2020年） - 阿比留旭 役
- 舞台 ぼくらの七日間戦争（2020年） - 矢場勇 役

真嶋真紀人（ましま まきと、1987年11月6日 - ） ENA ENTERTAINMENT所属。
主な出演作品
- 舞台　BASARA（2022年） - 飛車 役
- 劇団山本屋 舞台 午前5時47分の時計台（2016年・2021年）- ツッキー 役
- 劇団東少 ミュージカル PINO（2020年） - ステファノ 役
- 舞台 CHICACO（2019年） - 相葉翔太 役